# ケルチ (小惑星)
ケルチ (2216 Kerch) は、小惑星帯の小惑星。タマラ・スミルノワがクリミア天体物理天文台で発見した。

## 名称
第二次世界大戦中、赤軍とナチス・ドイツ軍の激戦場となったクリミア半島の「英雄都市」ケルチ（現在はウクライナのクリミア自治共和国）から名付けられた。